# Выборы примара Кишинёва (2011)
Выборы генерального примара муниципия Кишинёва — прошли 5 июня (1 тур) и 19 июня 2011 года (2 тур). Избирательные участки на территории муниципия были открыты с 7:00 до 21:00.
Изначально в избирательной гонке должны были участвовать 15 кандидатов, однако 2 кандидата вышли из избирательной кампании до даты выборов. Таким образом, в день голосования избиратели выбирали из 13 кандидатов — представителей различных партий, один из которых — независимый кандидат.

## Результаты голосования

### Первый тур
Выборы генерального примара Кишинёва прошли 5 июня 2011 года. По их результатам ни один из кандидатов не набрал больше половины голосов проголосовавших, и, таким образом, для избрания примара необходим второй тур. Во второй тур проходят два кандидата — Дорин Киртоакэ и Игорь Додон. Второй тур должен состояться 19 июня 2011 года.
| Имя кандидата      | Представляет партию                         | Количество проголосовавших      | В % от общего числа             |
| ------------------ | ------------------------------------------- | ------------------------------- | ------------------------------- |
| Сергей Коропчану   | Социал-демократическая партия               | 1 336                           | 0,39 %                          |
| Виктор Бодю        | Либерал-демократическая партия Молдовы      | вышел из избирательной кампании | вышел из избирательной кампании |
| Раду Бушилэ        | Христианско-демократическая народная партия | 1 258                           | 0,36 %                          |
| Валентин Крылов    | Партия социалистов Республики Молдова       | вышел из избирательной кампании | вышел из избирательной кампании |
| Олег Онищенко      | Партия «Наш дом — Молдова»                  | 818                             | 0,24 %                          |
| Игорь Додон        | Партия коммунистов Республики Молдова       | 166 232                         | 48,07 %                         |
| Валерий Клименко   | Движение «Равноправие»                      | 768                             | 0,22 %                          |
| Виталия Павличенко | Национально-либеральная партия              | 706                             | 0,20 %                          |
| Майя Лагута        | Партия «Патриоты Молдовы»                   | 699                             | 0,20 %                          |
| Валентина Булига   | Демократическая партия Молдовы              | 8 848                           | 2,56 %                          |
| Валерий Плешка     | Избирательный блок «Третья сила»            | 493                             | 0,14 %                          |
| Михаил Маноли      | Народно-демократическая партия Молдовы      | 388                             | 0,11 %                          |
| Марчел Дарие       | Партия закона и справедливости              | 588                             | 0,17 %                          |
| Дорин Киртоакэ     | Либеральная партия                          | 160 827                         | 46,51 %                         |
| Михай Годя         | независимый кандидат                        | 2 840                           | 0,82 %                          |
| Итого              | Итого                                       | 345 801                         | 100 %                           |

### Второй тур
| Имя кандидата  | Представляет партию | Количество проголосовавших | В % от общего числа |
| -------------- | ------------------- | -------------------------- | ------------------- |
| Дорин Киртоакэ | Либеральная партия  | 186916                     | 50,60 %             |
| Игорь Додон    | Партия коммунистов  | 182494                     | 49,40 %             |